# 莫莫格国家级自然保护区
莫莫格国家级自然保护区，又称莫莫格湿地，位于中国吉林省白城市镇赉县，地处松嫩平原西部嫩江与洮儿河的交汇地带。该保护区是中国内陆的典型盐碱湿地，以保护丹顶鹤等珍稀水禽为主。总面积144000公顷。

## 历史
1981年3月经吉林省人民政府批准建立。2013年，莫莫格湿地被《国际湿地公约》组织列入国际重要湿地名录。作为候鸟的重要栖息地，该湿地于2023年11月30日入选中国《陆生野生动物重要栖息地名录（第一批）》。

## 气候
属于温带半湿润至半干旱的草甸草原景观，年降水量平均412毫米，年蒸发量1553毫米，≥10℃的活动积温2938℃，春季多大风，4月份最大风力达8级以上，7级以上大风全年平均25天左右。

## 植被
天然植被主要是羊草草甸草原，一般分布在沙丘、沙垄与沼泽之间。沼泽地以苔草小叶章和芦苇沼泽为主。

## 水文
莫莫格湿地的水位季节性波动明显，受到上游泄洪和农田退水的双重影响。长期以来，该地区经历了显著的生态退化，尤其是持续干旱和缺水加剧了湿地萎缩问题。为应对湿地退化问题，自2002年以来，“引嫩入莫”工程通过嫩江向湿地引水，累计引水量超过1000万立方米。2010年起，依托白沙滩泵站，每年向莫莫格湿地补水逾1亿立方米，通过错峰补水稳定湿地水位。2020年启动的“吉林西部河湖连通”工程每年引水量达3,000万至5,000万立方米，有效缓解湿地缺水问题。